# 姜成勳
姜成勳（韓語：강성훈，1980年2月22日—），韓國男歌手，1997年以男子團體水晶男孩出道，擔任隊中的主唱。2000年5月20日，水晶男孩於夢想演唱會進行告別演出後正式解散，六名成員各自發展。2001年，姜成勳以抒情歌手身份出道，共發行4張個人專輯。惟於退伍後投資娛樂事業時遭合夥人詐騙，導致一連串不幸事件而淡出幕前，直至2015年初才重新復出。
2016年4月14日，水晶男孩六名成員於MBC綜藝節目《無限挑戰》企劃特輯《星期六星期六是歌手（六六歌）》第二季的游擊演唱會首度合體。5月11日，除目前身為事業家的高志溶外，其餘五人與YG娛樂簽訂團體約，正式以SECHSKIES之名重啟活動，姜成勳也與YG娛樂另行簽訂個人合約。個人官方粉絲俱樂部名稱為Hoony World。2019年1月1日，姜成勳在其官方粉絲俱樂部宣佈已與YG娛樂解除個人專屬合約，並暫停參與水晶男孩的團體活動，因此往後水晶男孩將暫時以四人組合活動。

## 經歷

### 早期生涯（1997年以前）
出生於韓國首爾特別市，家庭成員包含父母及妹妹姜潤芝。高中時期前往美國夏威夷留學，就讀於知名學院夏威夷特派團學院（HMA，Hawaiian Mission Academy，與同在該校就讀的殷志源結為至親，興趣相投的兩人共同生活兩年餘，並一起在一家Club兼職擔任DJ，1996年雙雙在當地被DSP媒體公司社長親自相中，決定簽約組成二人重唱團體出道；但不久後因五人男子團體H.O.T在韓國大獲成功，社長決定改組多人團體，並賦予姜成勳本人共同遴選成員的權力，於是先後選中舞蹈實力堅強的李宰鎮、金在德，以及具有潛力的張水院，同時推薦與他從小相識的校內風雲人物高志溶，最後六人共同組成水晶男孩，於1997年4月15日正式出道。出道後旋即獲得極大反響，與H.O.T.並稱為90年代後期韓國歌壇兩大山脈。

### 水晶男孩時期（1997年－2000年）
詳細請見水晶男孩頁面。

### 個人活動時期（2001年－2015年）
水晶男孩解散後，姜成勳隨即展開個人獨唱生涯，樂風以R&B和抒情歌曲為主，依舊深受大眾喜愛，活動期間一共發行四張個人專輯，2005年入伍服役，個人活動暫時中止。
退伍後因投資娛樂事業遭到合夥人詐騙，導致一連串不幸事件而淡出幕前，直到2015年初才開始重返大眾視線，除上節目接受專訪談及近況，也舉辦個人小型演唱會暨慶生活動，演唱會門票在一分鐘內售罄，顯示人氣依舊居高不下，事業也逐漸回到正軌。

### 水晶男孩重組（2016年－2019年）

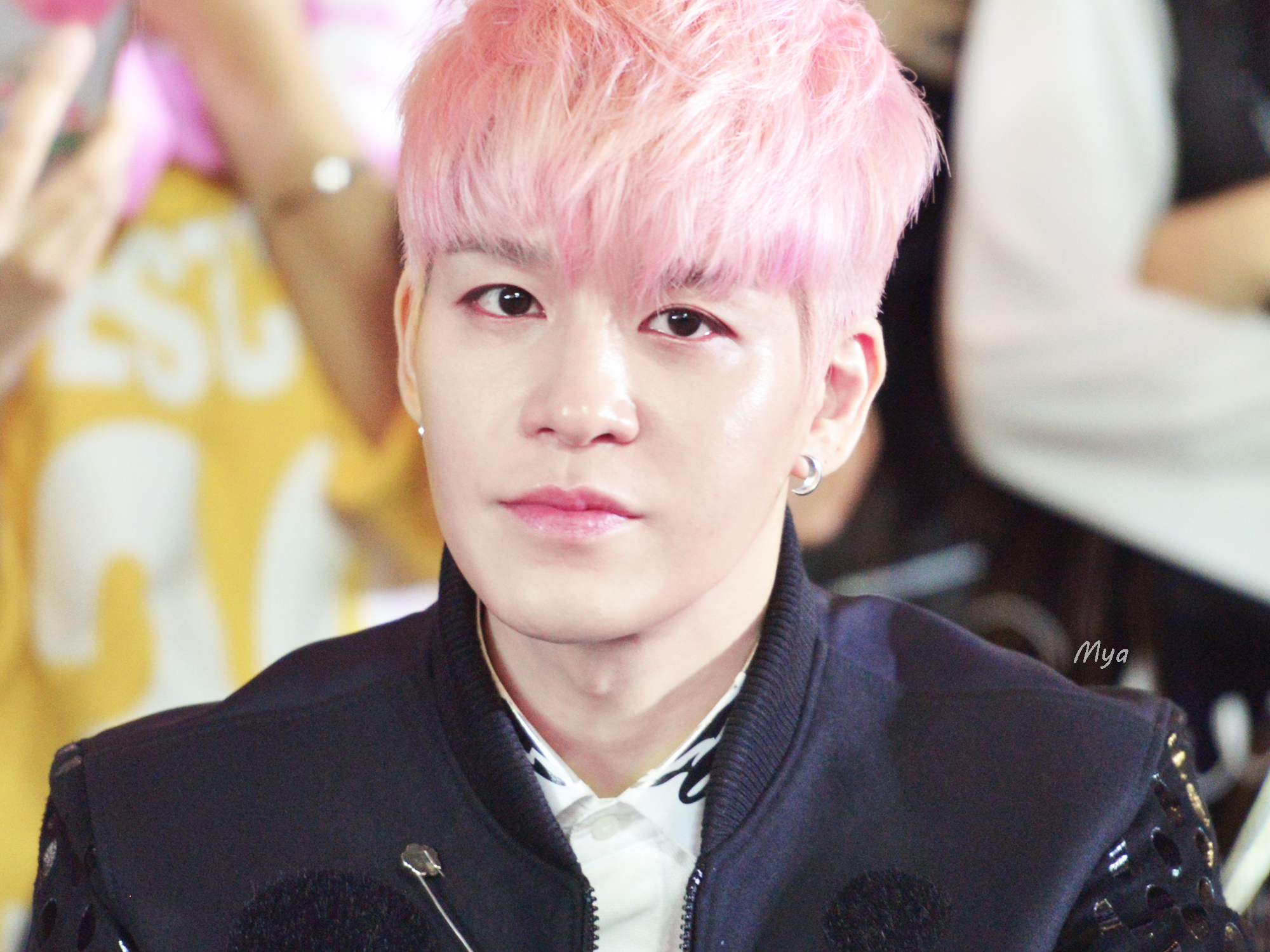
姜成勳出席2016年HERA 時裝週。

2016年4月，MBC綜藝節目《無限挑戰》企劃特輯《星期六星期六是歌手（六六歌）》第二季以水晶男孩為特輯主題，不僅節目中的游擊演唱會大為成功，播出後亦獲得巨大迴響，多首當年名曲重新回到音源榜內，成員們的凍齡外貌與更上一層樓的專業實力更是深受好評，也讓水晶男孩全體成員在國民的殷切期待中，順利重返韓國樂壇。
5月11日發表官方聲明，除目前身為事業家的高志溶外，其餘五人以團體名義與YG娛樂簽約，正式展開活動，同時姜成勳本人也與YG娛樂另行簽訂個人合約，開始進行多樣化的活動與電視節目演出。5月21日和6月25日則分別在首爾、釜山舉辦兩場粉絲見面會，作為solo出道15週年紀念，共數千名粉絲參與，場面熱烈。
9月10日、11日兩天在首爾奧林匹克公園體操競技場，水晶男孩舉辦睽違16年的大型演唱會《Yellow Note》，動員人數逾兩萬。
2019年1月1日，姜成勳在其官方粉絲俱樂部宣佈已與YG娛樂解除個人專屬合約，並暫停參與水晶男孩的團體活動，因此往後水晶男孩將暫時以四人組合活動。
7月17日，首爾中央地方檢查廳宣佈以證據不充分為由，決定不起訴姜成勳「詐欺粉絲」、「貪污」等控罪。7月31日，原訂於去年9月為姜成勳主辦台灣個人粉絲見面會的企業家池忠浩（音譯），因涉嫌「欺詐」、「誹謗」而被仁川地方法院富川分院判罰300萬韓元，而早前池忠浩曾對姜成勳的「欺詐嫌疑」起訴亦遭檢察機關駁回。翌日，姜成勳的法律代理人發表聲明，表示會將網上各種針對姜成勳的惡意留言採取法律行動。

## 音樂作品

### 個人專輯
| 專輯 # | 專輯資料                                                                     | 曲目 |
| 1st    | 首張正規專輯《飛翔》（비상） - 發行日期：2001年5月25日 - 語言：韓語          | 曲目 1. 축복（祝福） 2. So Da（笑 多） 3. 영원히 （永遠地） 4. 오직 너 5. 1년 되는 날 (1st Anniversary) 6. Dreamer 7. 지난 1년 동안은... 8. 그대만은 9. 고백 （告白） 10. 추억 11. 별을 수놓는 남자 12. True Heart 13. 변심 14. My Love 15. Love Is Over 16. Greatest Gift                                                                                |
| 2nd    | 第二張正規專輯《Kang Sung Hoon Vol.2》 - 發行日期：2002年4月1日 - 語言：韓語 | 曲目 1. Intro 2. My Girl 3. Miracle 4. My Love 5. Endless 6. 사랑은 없다 7. 혼자쓰는 사랑 8. 네가 없는날 위해 9. Lady 10. If 11. 회상 12. 이미 시작된 사랑 13. 우리의 아픔 그리고 추억 |
| 3rd    | 第三張正規專輯《Hoony 03》 - 發行日期：2003年6月25日 - 語言：韓語            | 曲目 1. 엉덩이가 예뻐요 2. 아껴둔 이야기（珍貴的故事）（Radio Edit Ver.） 3. 연습 4. One More Chance 5. 왜 6. 소녀의 주인 7. 베르테르 8. 매듭 9. Set You Free 10. 사랑합니다 11. I'm Sorry 12. 사랑증후군 13. Be Happy 14. 아껴둔 이야기（珍貴的故事）（Full Ver.） 15. 엉덩이가 예뻐요 (Inst.)                                                           |
| 4th    | 第四張正規專輯《Everlasting》 - 發行日期：2004年3月25日 - 語言：韓語         | 曲目 1. 나의 축복 2. 아무 일도 아닌 듯 3. 그것밖에 (Feat. 방윤희) 4. 보이지 않는 인사 （看不見的問候）(해금 ver.) 5. With You 6. 끝인가요 7. 문 (問) 8. Just 9. Blue Way 10. 사랑할 때 겪어야 할 일들 11. 사랑 이별 그리고.. 12. 은하수 (큰 사랑을 얻다) (恩하受) 13. 보이지 않는 인사 (Accordion ver.) 14. 보이지 않는 인사 (inst.) 15. 그것밖에 (inst.) |

### 單曲
| 單曲 # | 單曲資料                                                   | 曲目                                                |
| 1st    | 首張單曲《My Hero》 - 發行日期：2004年7月14日 - 語言：韓語 | 曲目 1. My Hero                                     |
| 2nd    | 首張單曲《Couple》 - 發行日期：2014年4月15日 - 語言：韓語  | 曲目 1. 커플(Feat. 낯선) 2. 커플(Feat. 낯선)(Inst.) |

### 其他音樂作品
- 李宰鎮 - 우리(遇離)(ft. 姜成勳、J-Walk)
- 姜成勳 - 讓我笑的人(離婚律師戀愛中 OST Part.7)[2015年6月12日]

### 創作作品
韓國音樂著作權協會之登記編號：강성훈（W0335800），6首。
| 歌手     | 歌名                                  | 填詞 | 作曲 | 備註         |
| 水晶男孩 | My Love                               |      |      |              |
| 水晶男孩 | 그녀가 남기고 간 선물(她留下來的禮物) |      |      |              |
| 水晶男孩 | 약속(約定)                            |      |      | 姜成勳solo曲 |
| 姜成勳   | 우리의 아픔 그리고 추억               |      |      |              |
| 姜成勳   | 왜                                    |      |      |              |
| 姜成勳   | I'M SORRY                             |      |      |              |

## 媒體作品

### 主持
| 播出日期               | 電視臺 | 節目名稱         | 備註 |
| 2001年6月11日－6月15日 | mnet   | 《Star VJ Show》 |      |
| 2002年5月13日          | mnet   | 《Star VJ Show》 |      |
| 2003年7月14日－7月19日 | mnet   | 《Star VJ Show》 |      |
| 2004年5月24日－5月29日 | mnet   | 《Star VJ Show》 |      |

### 固定綜藝
| 播出日期                 | 電視臺      | 節目名稱                              | 備註                  |
| 2002年                   | MBC         | 《目標達成星期六－同居同落》          |                       |
| 2017年9月1日－9月29日    | KT Olleh TV | 《水晶男孩 無本質青春旅行——濟州島篇》 | E01－E07 + 未公開片段 |
| 2017年12月13日－12月27日 | KT Olleh TV | 《水晶男孩 無本質青春旅行 SEASON2》   | E01－E07              |

### 其他綜藝
| 2001年－2004年        | 2001年－2004年 | 2001年－2004年                  | 2001年－2004年                         | 2001年－2004年 |
| --------------------- | -------------- | ------------------------------- | -------------------------------------- | -------------- |
| 播出日期              | 電視臺         | 節目名稱                        | 備註                                   |                |
| 2001年6月8日          | mnet           | 《Our Star》                    |                                        |                |
| 2001年6月17日         | SBS            | 《挑戰千曲》                    |                                        |                |
| 2001年7月8日          | KBS            | 《Show Power Video》            | 《엄마는 아무나 하나（媽媽什麼都做）》 |                |
| 2001年7月22日         | SBS            | 《挑戰千曲》                    |                                        |                |
| 2001年7月22日         | KBS2           | 《TV盛載愛》                    |                                        |                |
| 2001年8月27日         | mnet           | 《what's up yo!》               |                                        |                |
| 2001年9月3日－9月24日 | mnet           | 《hotline school》              |                                        |                |
| 2001年9月11日         | KBS            | 《서세원쇼 실루엣토크》         |                                        |                |
| 2001年10月1日         | SBS            | 《挑戰千曲》                    |                                        |                |
| 2002年4月23日         | mnet           | 《hotline school》              |                                        |                |
| 2002年4月26日         | mnet           | 《가발 비하인드》               |                                        |                |
| 2002年5月11日         | mnet           | 《歌謠Best》                    |                                        |                |
| 2002年6月2日          | SBS            | 《挑戰千曲》                    |                                        |                |
| 2002年6月23日         | SBS            | 《挑戰千曲》                    |                                        |                |
| 2002年6月25日         | mnet           | 《hotline school》              |                                        |                |
| 2002年7月7日          | SBS            | 《쇼 일요천하 비교체험 극과극》 |                                        |                |
| 2002年7月18日         | mnet           | 《歌謠發電所》                  |                                        |                |
| 2002年7月23日         | mnet           | 《퀴즈플러스(Quiz Plus)》       |                                        |                |
| 2002年7月24日         | SBS            | 《기분전환수요일 맛대맛》       |                                        |                |
| 2002年7月29日         | mnet           | 《what's up yo!》               |                                        |                |
| 2002年7月29日         | mnet           | 《star night》                  |                                        |                |
| 2002年8月26日         | KBS            | 《이유있는 밤 이유클럽》        |                                        |                |
| 2002年8月28日         | KBS            | 《야(夜)! 한밤에》              |                                        |                |
| 2002年9月8日          | SBS            | 《挑戰千曲》                    | E100                                   |                |
| 2002年9月22日         | SBS            | 《挑戰千曲》                    | E102                                   |                |
| 2002年11月7日         | km             | 《생Q mnet가발 호주공연》       |                                        |                |
| 2003年7月             | mnet           | 《퀴즈플러스(Quiz Plus)》       |                                        |                |
| 2003年8月             | KMTV           | 《I Love Showtank》             | 與殷志源、李宰鎮                       |                |
| 2003年8月10日         | SBS            | 《挑戰千曲》                    |                                        |                |
| 2003年8月11日         | mnet           | 《what's up yo!》               |                                        |                |
| 2003年8月16日         | KBS2           | 《明星集賢殿》                  |                                        |                |
| 2003年8月23日         | SBS            | 《Star Donation》               |                                        |                |
| 2003年8月24日         | KBS            | 《뮤직플러스 스타생활의 발견》  |                                        |                |
| 2003年8月31日         | SBS            | 《挑戰千曲》                    |                                        |                |
| 2003年9月7日          | SBS            | 《挑戰千曲》                    |                                        |                |
| 2003年9月7日          | MBC            | 《브레인서바이벌》              |                                        |                |
| 2003年9月20日         | KBS2           | 《 Music Show Hi!5》            | 與殷志源、李宰鎮                       |                |
| 2004年5月12日         | mnet           | 《what's up yo!》               |                                        |                |
| 2004年5月14日         | KBS2           | 《尹道賢的情書》                |                                        |                |
| 2004年6月27日         | SBS            | 《挑戰千曲》                    | E193 與李宰鎮                          |                |

2015年－現今
| 播出日期                | 電視臺     | 節目名稱                           | 備註                                                              |
| 2015年1月27日           | tvN        | 《現場脫口秀 Taxi》                | E365，與張水院、金在德                                            |
| 2015年5月19日           | EBS        | 《真實劇場》                       | 我兒子是無罪的，與母親共同出演                                    |
| 2016年4月16日－4月30日  | MBC        | 《無限挑戰》                       | E476－E478 六六歌第二季 水晶男孩特輯，水晶男孩全體出演            |
| 2016年5月12日           | MBC        | 《能力者們》                       | E25 水晶男孩能力者，與殷志源                                      |
| 2016年6月1日            | MBC        | 《黃金漁場 Radio Star》            | E480，水晶男孩全體出演                                            |
| 2016年6月10日           | KBS        | 《柳喜烈的寫生簿》                 | E323，水晶男孩全體出演                                            |
| 2016年6月12日－6月19日  | SBS        | 《Fantastic Duo》                  | E09－E10，與殷志源、李宰鎮、金在德                                |
| 2016年6月26日－7月3日   | MBC        | 《神秘音樂秀：蒙面歌王》           | E65－E66（面具名：美好夜晚奧斯卡）                                |
| 2016年8月26日－9月2日   | MBC        | 《二重唱歌謠祭》                   | E19－E20                                                          |
| 2016年9月7日            | On Style   | 《Get It Beauty》                  | E28                                                               |
| 2016年9月17日           | KBS        | 《演藝家中介》                     | E1639，水晶男孩全體出演                                           |
| 2016年11月20日          | SBS        | 《Running Man》                    | E326，水晶男孩全體出演                                            |
| 2016年11月30日          | MBC        | 《黃金漁場 Radio Star》            | E503，水晶男孩全體出演                                            |
| 2016年12月7日－12月14日 | MBC every1 | 《Weekly Idol》                    | E280－E281，水晶男孩全體出演                                      |
| 2017年5月14日           | MBC        | 《Section TV 演藝通信》            | E878，水晶男孩全體出演                                            |
| 2017年5月25日－6月1日   | tvN        | 《人生酒館》                       | E21－E22，水晶男孩全體出演                                        |
| 2017年5月28日－6月4日   | MBC        | 《神秘音樂秀：蒙面歌王》           | E113－E114，與殷志源（藝人評審團）                                |
| 2017年5月28日           | Daum tvPot | 《My Little Television》           | E50（網路直播），水晶男孩全體出演                                 |
| 2017年6月3日－6月10日   | MBC        | 《My Little Television》           | E100－E101（節目播出），水晶男孩全體出演                          |
| 2017年6月10日           | MBC        | 《哥哥的想法》                     | E04，水晶男孩全體出演                                             |
| 2017年10月7日           | MTV Japan  | 《YG Family Video & Live Special》 | E01，水晶男孩全體出演                                             |
| 2017年10月17日          | 搜狐視頻   | 《搜狐視頻娛樂播報》               | 《女團舞撒嬌卡通自拍 沒錯！是你認識的水晶男孩》，水晶男孩全體出演 |
| 2017年11月3日           | 愛奇藝     | 《娛樂大事件》                     | 《獨家專訪水晶男孩:成員爆笑互懟 黑歷史大公開》，水晶男孩全體出演  |
| 2017年12月10日          | MBC        | 《Section TV 演藝通信》            | E899，水晶男孩全體出演                                            |
| 2017年12月16日          | JTBC       | 《認識的哥哥》                     | E106，水晶男孩全體出演                                            |
| 2017年12月31日          | SBS        | 《Running Man》                    | E383，水晶男孩全體出演                                            |
| 2018年1月9日            | MBC every1 | 《Video Star》                     | E79 VS介·我·朋特輯                                                |
| 2018年4月4日            | MTV        | 《我愛偶像》                       | SECHSKIES 水晶男孩之花 姜成勳獨家專訪                             |
| 2018年6月17日           | JTBC       | 《隱藏歌手5》                      | E01 Kangta篇，與殷志源                                            |
| 2018年8月16日           | MTV        | 《我愛偶像》                       | 韓國花美男始祖 姜成勳個唱專訪                                     |

### 廣播電台
| 播出日期      | 頻道         | 節目名稱               |
| 2016年5月16日 | SBS Power FM | 《金昌烈的Old School》 |
| 2016年5月30日 | SBS Power FM | 《素賢的Love Game》    |
| 2018年6月26日 | SBS Power FM | 《素賢的Love Game》    |

### 電影
| 上映時間      | 電影名稱      | 角色 | 性質       |
| 1998年7月17日 | 《Seventeen》 | 尚祿 | 第一男主角 |

### 音樂劇
| 演出時間              | 劇名             | 角色     |
| 1998年4月25日－5月5日 | 阿里巴巴與40大盜 | 阿里巴巴 |

## 演唱會/見面會/慶生會

### 個人演唱會
| 日期           | 演唱會名稱                             | 城市 | 國家/地區               | 舉行地點           |
| 2003年8月      | Solo三輯紀念演唱會《珍藏的故事》       | 首爾 |                         | 奧林匹克舉重競技場 |
| 2003年11月29日 | Solo三輯安可演唱會《珍藏的故事》       | 首爾 | 成均館大學新千年大廳    |                    |
| 2003年11月30日 | Solo三輯安可演唱會《珍藏的故事》       | 首爾 | 成均館大學新千年大廳    |                    |
| 2016年2月20日  | 迷你演唱會暨慶生會《the 5th season》   | 首爾 | 西江大學Mary Hall大劇場 |                    |
| 2018年6月9日   | Solo出道18週年紀念演唱會《The Gentle》 | 首爾 | KBS Arena Hall          |                    |

### 粉絲見面會
| 日期          | 見面會名稱                                                     | 城市 | 國家/地區    | 舉行地點       |
| 2016年5月21日 | Solo出道15週年紀念粉絲見面會                                   | 首爾 |              | 世宗大學大洋廳 |
| 2016年6月25日 | Solo出道15週年紀念粉絲見面會                                   | 釜山 | 釜山市民會館 |                |
| 2018年3月17日 | 「Forever be My Love」Kang Sung Hoon 1st Fan Meeting in Taiwan | 台北 | 臺灣         | ATT SHOW BOX   |

### 慶生會
| 日期          | 城市 | 地點                         |
| 2015年2月22日 | 首爾 | 성수아트홀(聖水藝術表演劇場) |
| 2017年2月25日 | 首爾 | KBS Arena Hall               |

### 其他大型演唱會&公演
| 日期           | 名稱                  | 城市 | 地點                       |
| 2001年10月14日 | 環保音樂會            | 首爾 |                            |
| 2002年4月20日  | Dream Concert         | 首爾 | 首爾奧林匹克體育場（蠶室） |
| 2016年6月22日  | habitat分享幸福音樂會 | 首爾 | Grand Hyatt Seoul          |
| 2016年9月24日  | Wonder Woman Festival | 首爾 | 汝矣島Floating Stage       |

## 獲獎紀錄

### 大型頒獎禮獎項
| 年份   | 獎項                                   |
| 2002年 | SBS歌謠大戰 人氣獎（與J-WALK共同獲獎） |

### 音樂節目獎項
| 年份   | 日期    | 電視台 | 節目名稱        | 獲獎歌曲                    | 備註                       |
| 2002年 | 7月     | Mnet   | Showking M      | My Girl                     | 1位                        |
| 2003年 | 7月25日 | KMTV   | Show Music Tank | 아껴둔 이야기（珍貴的故事） | 1位（Ballad of this week） |

## 其他
- 2003年4月 - 獲韓國青少年保護協會委任，擔任青少年保護大使[29]
- 2014年3月21日 - 2014首爾時裝周 秋/冬 - 朴鐘哲（音譯）設計師時裝秀上，擔任T台主模特[30]
- 2016年6月18日 - 擔任韓國職業棒球賽 LG主場開球嘉賓[31]

## 外部連結
- 姜成勳的Instagram帳戶
- 水晶男孩官方的Facebook專頁
- YouTube上的姜成勳官方粉絲俱樂部頻道